# Ida Holz
Ida Holz Bard (sinh ngày 30 tháng 1 năm 1935) là một kỹ sư, nhà khoa học máy tính, giáo sư và nhà nghiên cứu người Uruguay, được biết đến như một người tiên phong trong lĩnh vực điện toán và Internet.

## Tiểu sử
Xuất thân trong một gia đình Do Thái gốc Ba Lan, từ lúc 18 đến năm 22 tuổi, Ida Holz đến Israel và sống trong một doanh trại quân đội và trên một hợp tác xã.
Khi trở về Uruguay, bà muốn học ngành kiến trúc, nhưng đã không thực hiện được do bà đã phải làm việc suốt thời gian buổi ngày. Bà dạy toán tại Học viện Instituto de Profesores Artigas. 
Vào đầu những năm 1970, Holz nằm trong thế hệ sinh viên khoa học máy tính Uruguay đầu tiên được đào tạo bởi Khoa Kỹ thuật của Đại học Cộng hòa.
Năm 1964, bà kết hôn với họa sĩ Anhelo Hernández, chuyên vẽ tranh đương đại có liên kết với xưởng Torres García. Từ năm 1976 họ sống lưu vong ở Mexico. Thời gian này Holz làm việc cho Tổng cục Chính sách kinh tế và xã hội. Sau đó, bà làm việc tại Viện Thống kê Quốc gia. Chính phủ México ý định trao đưa bà làm chức vụ lãnh đạo, nhưng bà đã quyết định quay trở về Uruguay.
Năm 1986, bà thi tuyển vào vị trí giám đốc Dịch vụ Thông tin Trung tâm của Đại học Cộng hòa (SECIU) và  bà đã trúng tuyển. Ở vị trí này, Ida Holz đã dẫn đầu sự phát triển của Internet ở Uruguay từ đầu những năm 1990. Kể từ khi đó, bà có một vai trò quan trọng trong sự phát triển và lớn mạnh của công nghệ thông tin và truyền thông ở Uruguay. Từ năm 2005, bà đã làm việc trong ban giám đốc của Cơ quan Phát triển Chính phủ Điện tử và Hiệp hội Thông tin và Tri thức (AGESIC). Bà cũng là một trong những người thúc đẩy dự án Ceibal.
Holz được công nhận vì đã phản đối một hội nghị ở Rio de Janeiro vào năm 1991, tại đó Hoa Kỳ và Châu Âu áp đặt quyền của họ tại Mỹ Latinh lên mạng lưới toàn cầu non trẻ.
Theo chỉ đạo của cô, năm 1994, SECIU đã cài đặt nút mạng Internet đầu tiên ở Uruguay.